# Ciudad Universitaria Octavio Méndez Pereira
La Ciudad Universitaria Octavio Méndez Pereira, conocida popularmente como el Campus Central de la Universidad de Panamá, es el conjunto de edificios y espacios que lo conforman localizado en la Vía Transistmica en la Urbanización de El Cangrejo en la Ciudad de Panamá.
Es denominada internamente como La Ciudad de la Luz y alberga el Gobierno Universitario y la mayoría de las facultades, escuelas, institutos y organizaciones de la Universidad de Panamá.

## Historia
La Universidad de Panamá fue creada mediante Decreto Presidencial de Harmodio Arias Madrid, del 29 de mayo de 1935. Fue inaugurada el 7 de octubre de ese mismo año e inició clases al día siguiente con una matrícula de 175 estudiantes en las carreras de Educación, Comercio, Ciencias Naturales, Farmacia, Pre Ingeniería y Derecho.
La Universidad empezó a funcionar en el turno nocturno en uno de los pabellones del Instituto Nacional.
Bajo la administración del presidente Enrique A. Jiménez, el gobierno compró alrededor de 60 hectáreas en el barrio El Cangrejo, las cuales destinó para la construcción de un campus universitario y la Escuela de Artes y Oficios, "Melchor Lasso De La Vega".
La primera piedra de la Universidad fue colocada el 2 de octubre de 1947 y el 9 de octubre el presidente Enrique A. Jiménez y el primer rector de la Universidad de Panamá, Octavio Méndez Pereira decidieron trasladar el monumento a Miguel de Cervantes Saavedra de la Plaza de Cervantes, luego Plaza Porras, al nuevo Campus, a un costado de lo que sería el edificio de Biblioteca y Administración.
Se llevó a cabo un concurso para el plan maestro del campus y la firma de arquitectos de Ricardo J. Bermúdez, Octavio Méndez Guardia y Guillermo De Roux ganó el mismo, diseñó los primeros edificios. Las obras fueron dirigidas por el ingeniero Alberto De Saint Malo, quien era el decano de la Facultad de Ingeniería y Arquitectura. Las obras comenzaron en enero de 1948 y el 29 de mayo de 1950 se iniciaron clases con los primeros cuatro edificios: Administración y Biblioteca, Humanidades, Ingeniería y Arquitectura y Laboratorio de Ciencias.
En la década de 1970-1980 se construyeron 17 edificios (Biología, Laboratorio Especializado de Análisis, Arquitectura, Ingeniería, otro de Humanidades, Biblioteca Interamericana Simón Bolívar y Facilidades Estudiantiles) y se compraron los edificios del DEXA y el Canal Once.

## Gobierno Universitario

### La Colina
En este lugar se encuentra el más alto Gobierno Universitario de la Universidad de Panamá. La Rectoría y la Secretaría General de esta universidad tienen sus oficinas en este lugar.
Es llamado la Colina debido a que este edificio se encuentra en una subida desde la entrada principal de la ciudad universitaria. Para llegar desde allí se debe subir unas antiguas escaleras que hoy día han caído en desuso.
Desde lo alto de La Colina de la Universidad de Panamá se divisa el monumental avance que ha tenido la ciudad. Es un sitio privilegiado que brinda un paisaje espectacular.
Aparte de su papel protagónico en la vida nacional, la Colina era y es el corazón de la vida de la Universidad de Panamá. Allí están los créditos, los expedientes, los diplomas y todos los reclamos.

### Vicerrectorías
| Vicerrectoría                              | Unidades Adscritas | Vicerrector                                     |
| ------------------------------------------ | --- | ----------------------------------------------- |
| Vicerrectoría Académica                    | Dirección de Admisión, Dirección de Bibliotecas y Dirección de Tecnología Educativa | Dr. Justo Medrano                               |
| Vicerrectoría de Investigación y Postgrado | Cooperación Nacional e Internacional, doctorados y maestrías | Dr. Juan A. Gómez                               |
| Vicerrectoría Administrativa               | Dirección de Finanzas, Dirección de Ingeniería y Arquitectura, Dirección de Cafeterías Universitarias, COIF, Clínica Universitaria y Farmacia Universitaria                                                                              | Mgter. Ilse María Crócamo de Rogríguez          |
| Vicerrectoria de Asuntos Estudiantiles     | Gimnasio | Ing. Eldis Barnes                               |
| Vicerrectoria de Extensión                 | Dirección de Relaciones Nacionales, Dirección de Educación Continua, Dirección de Cultura, Dir. Grupo Experimental de Cine Universitario, Dir. Universidad de Trabajo y de la Tercera Edad, Centro de Políticas Públicas y Transparencia | Mgtra. María del Carmen Terrientes de Benavides |

## Unidades Académicas

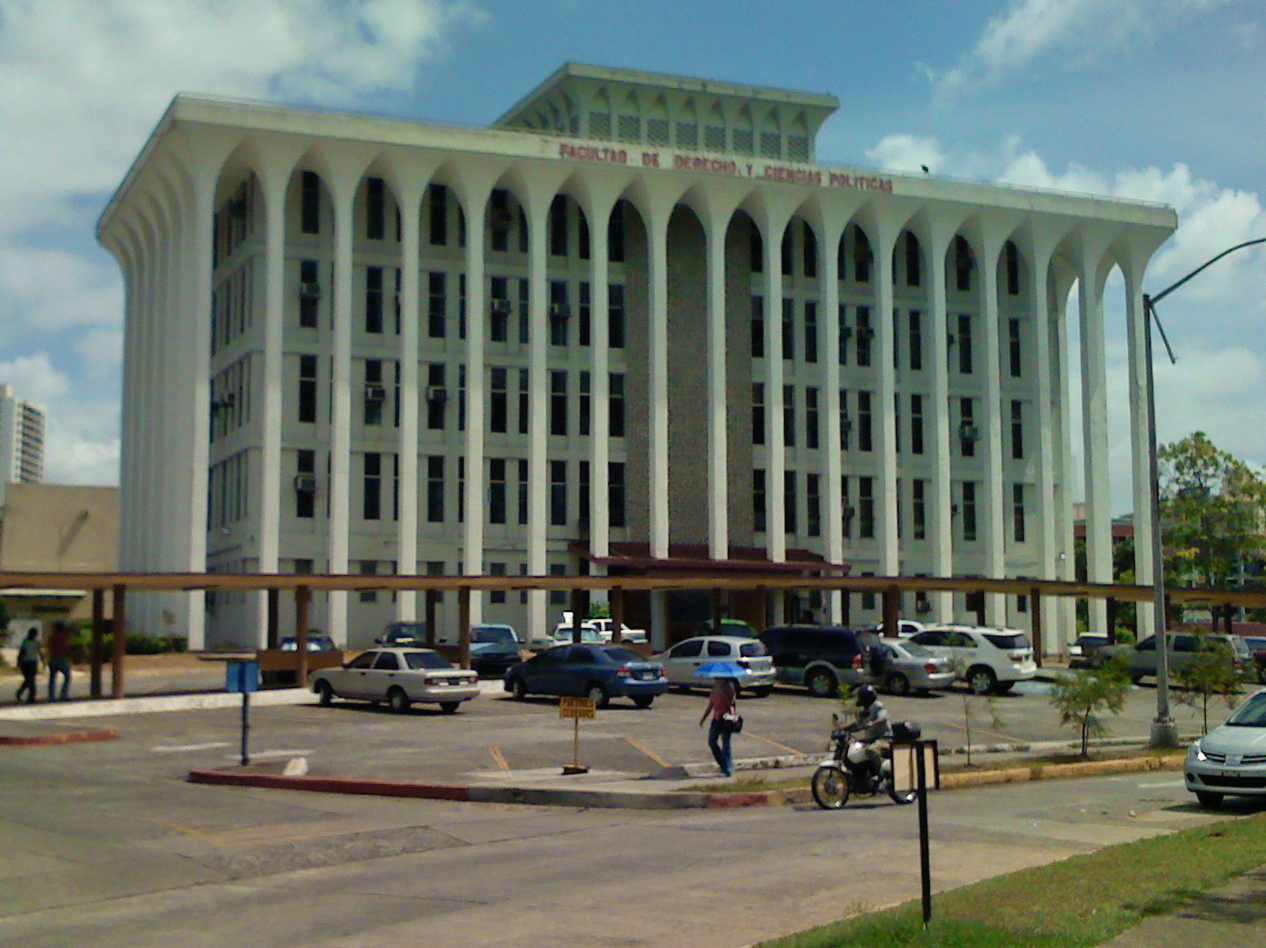
Facultad de Derecho y Ciencias Políticas

Dentro de la Ciudad Universitaria se encuentran las mayorías de las Facultades y Carreras que ofrece la Universidad de Panamá. Estas son:
- Facultad de Arquitectura y Diseño
- Facultad de Ciencias Agropecuarias
- Facultad de Ciencias Exactas y Tecnología
- Facultad de Comunicación Social
- Facultad de Derecho y Ciencias Políticas
- Facultad de Economía
- Facultad de Enfermería
- Facultad de Farmacia
- Facultad de Humanidades
- Facultad de Informática, Electrónica y Comunicación
- Facultad de Medicina
- Facultad de Odontología

También podemos incluir a las facultades que se encuentran fuera del Campus pero que por su corta cercanía forman parte de la Ciudad Universitaria. Estas son:
- Facultad de Ciencias de la Educación
- Facultad de Administración Pública
- Facultad de Administración de Empresas y Contabilidad

Dentro de la ciudad universitaria podemos encontrar los siguientes institutos de la Universidad de Panamá:
- Instituto de Alimentación y Nutrición
- Instituto Centroamericano de Administración y Supervisión de la Educación
- Instituto de Ciencias Ambientales y Biodiversidad
- Instituto de Criminología
- Instituto de la Mujer
- Instituto Especializado de Análisis
- Instituto de Estudios Nacionales
- Instituto de Geociencias